# Chaetodon gardineri
Chaetodon gardineri är en fiskart som beskrevs av Norman, 1939. Chaetodon gardineri ingår i släktet Chaetodon och familjen Chaetodontidae. IUCN kategoriserar arten globalt som livskraftig. Inga underarter finns listade i Catalogue of Life.